# John Cardy
Pour les articles homonymes, voir Cardy.
John Lawrence Cardy (né le 19 mars 1947 en Angleterre) est un physicien théoricien anglo-américain de l'université de Californie à Berkeley. Il est surtout connu pour ses travaux en physique théorique de la matière condensée et en mécanique statistique, et en particulier pour ses recherches sur les phénomènes critiques et la théorie des champs conformes à deux dimensions.

## Biographie
Il est étudiant de premier cycle et de troisième cycle au Downing College, université de Cambridge, avant de rejoindre l'université de Californie à Santa Barbara, où il rejoint la faculté en 1977. En 1993, il part à l'université d'Oxford, où jusqu'en 2014, il est Fellow du All Souls College (aujourd'hui émérite) et professeur de physique au Rudolf Peierls Center for Theoretical Physics. Il est actuellement professeur invité à l'université de Californie à Berkeley.
Il est élu membre de la Royal Society en 1991 , reçoit la médaille Dirac de l'IoP en 2000 , le prix Lars Onsager de la Société américaine de physique en 2004 , la médaille Boltzmann de l'Union internationale de physique pure et appliquée en 2010  et la médaille Dirac du Centre international de physique théorique en 2011 .
Il est surtout connu pour ses contributions à la Théorie conforme des champs. La formule de Cardy pour l'entropie des trous noirs, la formule de Cardy dans la théorie de la percolation  et les conditions de Cardy dans la théorie des champs conformes aux limites portent son nom.

## Publications
- Mise à l'échelle et renormalisation en physique statistique . Cambridge University Press, 1996
- avec Krzysztof Gawędzki, Gregory Falkovich : Mécanique statistique hors équilibre et turbulence . Notes de cours de la London Mathematical Society, Cambridge University Press, 2008
- Invariance conforme et mécanique statistique . dans Les Conférences des Houches, vol. 49, 1988
- comme éditeur : Finite Size Scaling . Elsevier 1988
- Cardy Conformal Invariance in Percolation, Self-Evoiding Walks and Related Problems, 2002
- Cardy Théorie conforme des champs et mécanique statistique, Cours des Houches 2008
- Cardy, Pasquale Calabrese Entropie de l'enchevêtrement et théorie des champs conformes, J. Phys. A, 42, 2009
- Entropie d'intrication de Cardy dans les systèmes quantiques étendus, 2007